# Рибажовиці (Сілезьке воєводство)
Рибажовиці (пол. Rybarzowice) — село в Польщі, у гміні Бучковиці Бельського повіту Сілезького воєводства.
Населення — 3441 особа (2011).
У 1975-1998 роках село належало до Бельського воєводства.

## Демографія
Демографічна структура станом на 31 березня 2011 року:
|          | Загалом | Допрацездатний вік | Працездатний вік | Постпрацездатний вік |
| -------- | ------- | ------------------ | ---------------- | -------------------- |
| Чоловіки | 1691    | 334                | 1164             | 193                  |
| Жінки    | 1750    | 329                | 1035             | 386                  |
| Разом    | 3441    | 663                | 2199             | 579                  |